# Аквариум Генуи
Аквариум Генуи (итал. Acquario di Genova) — крупнейший аквариум в Италии и второй по величине в Европе. Расположен в районе старого порта Генуи. Аквариум занимает 3100 м² площади, является членом Европейской ассоциации зоопарков и аквариумов (ЕАЗА). Его посещает более 1,2 миллиона человек каждый год.

## История
Аквариум был построен для выставки Genoa Expo '92, проводившейся в честь пятисотлетия открытия Нового Света генуэзским мореплавателем Христофором Колумбом. Строение, похожее на готовый к спуску на воду корабль, было спроектировано архитектором Ренцо Пиано. Дизайн интерьера и выставки для открытия в 1992 году были разработаны командой дизайнеров фирмы Cambridge Seven Associates под руководством Питера Чермаева. В 1998 году аквариум был расширен: к нему был приставлен стометровый корабль, соединённый мостом с основным строением.

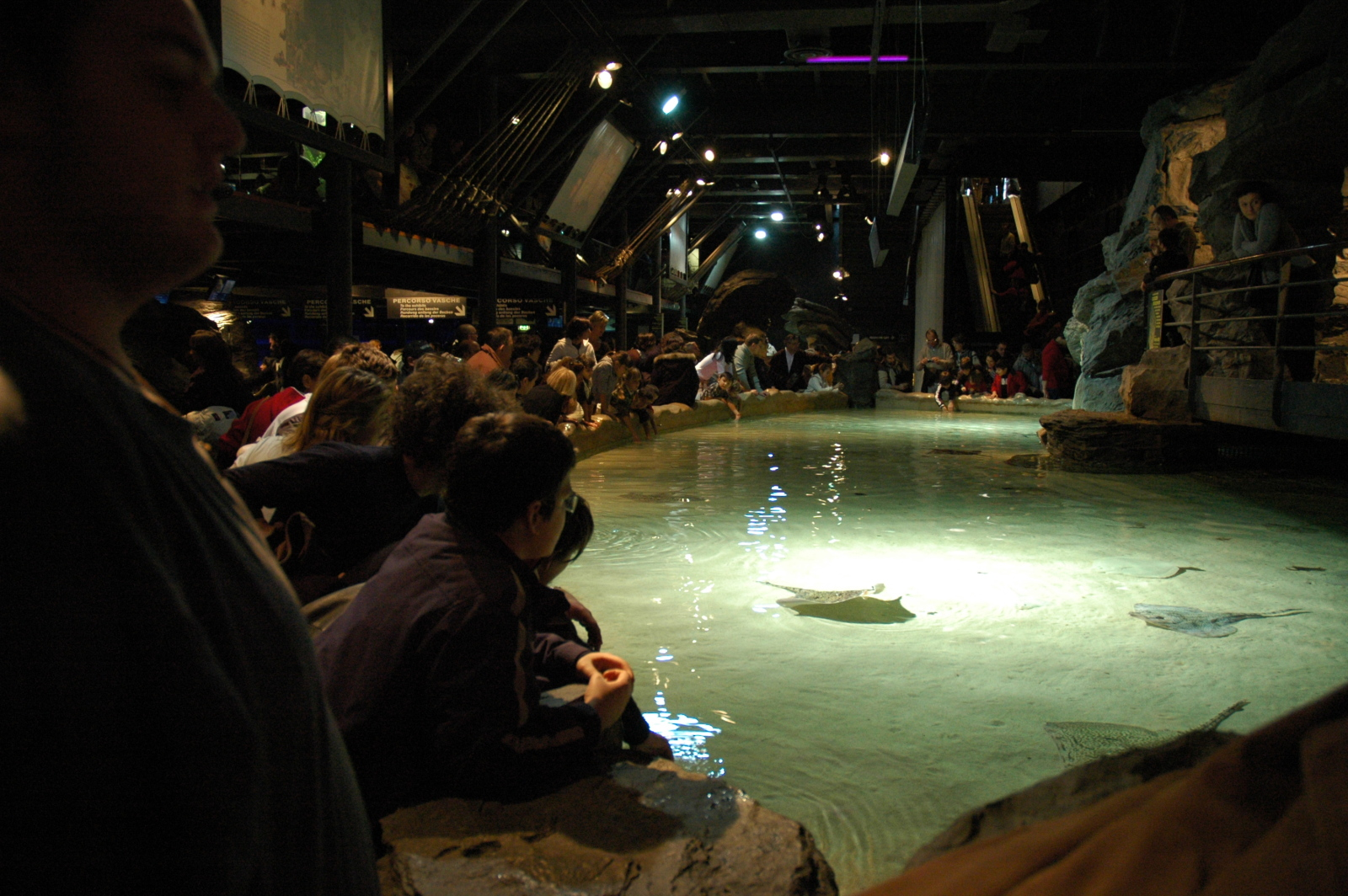
Аквариум Генуи — Резервуар со скатами

.

## Выставки
Первоначально идеей выставки было показать Лигурийское море, северную часть Атлантического океана и рифы Карибского моря с двух точек зрения: во-первых, как путь, по которому плыл Христофор Колумб, и во-вторых, показать озабоченность проблемами экологии.
Аквариум включает 70 резервуаров, содержащих в общей сложности 6 млн литров воды и почти 10 000 м² доступной для посещения площади.

## Наука и охрана окружающей среды
Аквариум Генуи координирует проект Европейского союза AquaRing, предоставляет научную базу для AquaRing: документы, изображения, академические ресурсы и интерактивные онлайн-курсы.